# Baronessan de Neubourg-Cromière
Baronessan de Neubourg-Cromière är en oljemålning av den svenske konstnären Alexander Roslin. Porträttet målades 1756 och ingår sedan 1923 i Nationalmuseums samlingar i Stockholm. Den utgör ett par tillsammans med Baron de Neubourg-Cromière. Även den är målad av Roslin 1756 och utställd på Nationalmuseum sedan 1995. 
De båda tavlorna benämns också Okänd kvinna, kallad baronessan de Neubourg-Cromière respektive Okänd man, kallad baronen de Neubourg-Cromière eftersom identiteten på de avbildade är okänd. Något baronpar med namnet de Neubourg-Cromière existerade inte i dåtidens Paris. Eftersom tavlorna har stora likheter är det ändå troligt att det handlar om ett gift par.
Roslin, som hade en enastående internationell karriär, kom till Paris 1752 där han genast blev stadens mest efterfrågade porträttmålare. Porträttet av den unga kvinnan med mörka ögon och runt ansikte är en uppvisning i rokokons färgskala i blekt rosa och silvergrått. Konstnären har virtuost fixerat glansdagrar och ljuspunkter i den laxfärgade klänningen besatt med silverspetsar. Porträttet av den något äldre mannen excellerar i samma klädprakt med silverbroderad rock och väst samt spetsmanschetter. 